# Christopher Boatwright
Christopher Boatwright (New York, 1954 – San Francisco, 2 marzo 1997) è stato un ballerino statunitense. Fu primo ballerino del Balletto di Stoccarda e del San Francisco Ballet.

## Biografia
Christopher Boatwright nacque a Brooklyn nel 1954 e cominciò a studiare danza nel 1970, formandosi alla American Ballet Theater School e all'Alvin Ailey American Dance Center. Nel 1973, dopo aver visto una rappresentazione dell'Onegin al Metropolitan Opera House, decise di fare un provino per il Balletto di Stoccarda: la compagnia infatti annoverava tra le sue file sei ballerini di colore, in un momento in cui l'American Ballet Theatre e il New York City Ballet avevano scritturato solamente un danzatore afroamericano ciascuno.
John Cranko rimase colpito dal suo provino e gli offrì un posto alla Scuola del Balletto di Stoccarda. L'anno successivo fece il suo debutto nella compagnia tedesca e nel 1977 ne fu proclamato primo ballerino. Durante i suoi otto anni con la compagnia danzò in molti dei grandi ruoli maschili del repertorio, facendosi apprezzare come raffinato interprete dell'opera di John Cranko; particolarmente acclamata fu la sua interpretazione come protagonista del Romeo e Giulietta, lodata dal New York Times. A Stoccarda danzò inoltre coreografie di  George Balanchine, Glen Tetley, William Forsythe e Lar Lubovitch. Ricordato come uno dei primi ballerini afroamericani a godere di una carriera internazionale, a Stoccarda Boatwright ebbe modo di danzare in ruoli che raramente erano affidati a danzatori di colore negli Stati Uniti.
Nel 1983 tornò in patria per danzare con il Los Angeles Ballet e tre anni più tardi si unì al San Francisco Ballet, di cui divenne étoile nel 1988. A San Francisco ampliò il proprio repertorio con coreografie di Frederick Ashton, Paul Taylor ed Helgi Tomasson. La sua carriera subì una brusca interruzione dopo un infortunio all'anca, esacerbato poi dalla crescente sordità causata dagli antidolorifici. Dopo aver lavorato come Maître de Ballet durante la convalescenza, nel 1993 tornò a danzare con il LINES Ballet, con cui aveva già brevemente danzato un decennio prima. Continuò a danzare per altri tre anni, dando il suo addio alle scene nel giugno 1996 a New York. 
Morì di AIDS nel 1997 all'età di 42 anni.